# سفر در زمان
سفر در زمان به ایدهٔ حرکت بین لحظه‌های مختلف در زمان گفته می‌شود که مشابه حرکت بین مکان‌های مختلف در فضا صورت می‌گیرد، و در آن امکان ارسال اشیاء (و در بعضی حالت‌ها فقط اطلاعات) به زمان گذشته و آینده وجود دارد.
با این که از قرن نوزدهم، سفر در زمان همواره موضوع داستان‌های علمی-تخیلی بسیاری بوده است و نیز سفر یک طرفه در فضا با استناد به پدیدهٔ پارادوکس زمانی مبتنی بر سرعت در تئوری نسبیت خاص (که در پارادوکس‌های دوقلو تشریح شده است) و نیز پارادوکس زمانی جاذبه‌ای در نسبیت عام، تقریباً امکان‌پذیر است، اما هنوز این که قوانین فیزیک امکان بازگشت به زمان گذشته را می‌دهند یا نه مجهول مانده است. این نظریه توسط آلبرت اینشتین مطرح شده بود و گفته بود که اگر جسمی بتواند بیشتر از سرعت نور حرکت کند به سفر در زمان می‌پردازد. تاکنون امکان‌پذیر بودن بازگشت در زمان به دلیل اصل واقعیت هم‌اکنون مردود است. به هر وسیله‌ای — چه تخیلی و چه فرضی — که برای سفر در زمان به کار رود عموماً ماشین زمان گفته می‌شود.

## راه‌های پیشنهاد شده برای سفر در زمان

### حرکت با سرعت نور
بر پایه نظریهٔ نسبیت، با افزایش سرعت یک جسم، زمان برای آن جسم کندتر می‌گذرد. اگر با سرعت نزدیک به نور با قطار حرکت کنیم زمان خیلی دیرتر می‌گذرد مثل این است که داریم دور سیاه چالهای بزرگ می‌چرخیم وبا این کار زمان بسیار دیرتر می‌گذرد و اگر باسرعت نزدیک به نور یک هفته حرکت کنیم به ۱۰۰ سال بعد می‌رویم.
هر ماشین متحرکی حتی اتومبیل شخصی شما هم می‌تواند به عنوان یک ماشین زمان عمل کند. هر جسم دارای حرکت، زمان مخصوص به خود را دارا خواهد بود پس وقتی یک جسم بتواند با سرعت بیشتر حرکت کند نحوه گذر زمان نیز برای آن متفاوت از بقیه اجسام خواهد بود؛ مثلاً ما می‌توانیم با سوار شدن به یک ماهواره و گردش با سرعت بالا دور زمین روزی چند میلیونیوم ثانیه این پدیده را در زندگی مان حس کنیم. زمان در این حالت برای ما کندتر از حالتی که در روی زمین هستیم می‌گذرد. حالا هر چه قدر سرعت بیشتر شود و نزدیک به سرعت نور شویم این پدیده بیشتر قابل دریافت خواهد بود به صورتی که مثلاً اگر با سرعت نزدیک به نور ساعتی حرکت کنیم بعد از سکون متوجه اختلاف فاحش میان زمان گذشته برای ما (چه از لحاظ فیزیکی و چه از لحاظ فیزیولوژی) خواهیم شد. پس ما با این کار به نوعی زمان را برای خود کندتر کرده و به آینده سفر خواهیم کرد. مثل دنیای کوانتومی.

### کرم چاله

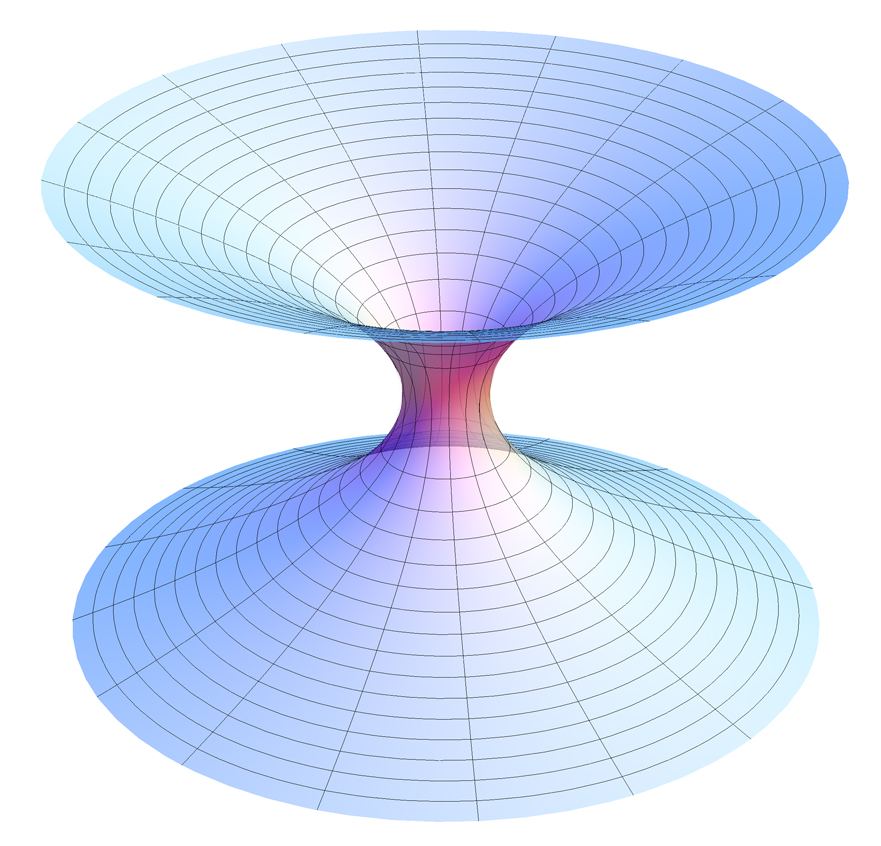
نمودار یک کرمچاله

کرم‌چاله‌ها پدیده‌هایی نظری هستند که بین دو نقطه از فضا و زمان پیوند ایجاد می‌کنند. برخی باور دارند که اگر بتوان کرم‌چاله‌ای یافت و در آن وارد شد و به سوی دیگر آن رفت، قادر خواهیم بود تا به مکان یا زمان دیگری سفر کنیم.
کرم‌چاله‌ها تاکنون به صورت تجربی مشاهده نشده‌اند. همچنین بسیار ناپایدارند و تقریباً بلافاصله پس از تشکیل فرومی‌ریزند و از بین می‌روند در نتیجه امکان ورود به آن غیرممکن به نظر می‌رسد (علت آن هم فید بک است).

### تئوری کورت گودل
کورت گودل در ۱۹۴۴ میلادی، توضیحی از جهان یافت که در معادلات میدان اینشتین صدق می‌کند و از نظر تئوریک می‌توان در آن به عقب برگشت. گودل گفت جهان را می‌توان درحال چرخش به دور خود تصور کرد و برای سفر به گذشته باید جهان را با یک موشک دور زد، بدین صورت به نقطه آغاز سفر بازمی‌گردید ولی در زمان گذشته. گودل محاسبه کرد که جهانی در ابعاد جهان ما حدوداً هر ۷۰ میلیارد سال یکبار به دور خود می‌چرخد. در این صورت، شعاع حداقل برای سفر در زمان، ۱۶ میلیارد سال نوری خواهد بود. پس می‌توان گفت: برای سفر به عقب در زمان باید با سرعتی کمتر از سرعت نور سفر کنید. تمام استدلال‌هایی که برای رد الگوی گودل، چه بر پایه ریاضیات و چه بر پایه فلسفه، بیان شده است شکست خورده‌اند.

## شبیه‌سازی برای فوتون‌ها
در ژوئن ۲۰۱۴ (خرداد ۱۳۹۳) فیزیکدانان دانشگاه کوئینزلند استرالیا توانستند پدیده «سفر در زمان» را برای ذرات نور (فوتون) شبیه‌سازی کنند. آن‌ها با استفاده از فوتون توانستند این پدیده شگفت‌انگیز که از خواص کوانتومی ذرات است را برای نخستین بار شبیه‌سازی کنند.

## پارادوکس پدربزرگ
یکی از پرسش‌هایی است که همیشه دربارهٔ امکان سفر در زمان مطرح بوده است این بوده که اگر کسی به گذشته سفر کند و یکی از عامل‌های وجود خودش یا عوامل بازگشت به زمان را از بین ببرد (برای مثال پدربزرگش را یا راه‌های رسیدن به علم بازگشت به زمانش را) در آن صورت او دیگر وجود نخواهد داشت تا به گذشته برود و آن کار را انجام دهد. در واقع نام پارادوکس پدربزرگ صرفا برای درک بهتر موضوع است . وقتی شما به دلیلی(مثلا مشکلی) به گذشته میروید ، بعد از حل مشکل ، در زمان حال دلیلی برای رفتن به گذشته ندارید و ان مشکل را حل نمی کنید ، پس به گذشته میروید تا مشکل را حل کنید و این چرخه تا ابد ادامه پیدا میکند

## پارادوکس سفر در زمان گذشته
رؤیای سفر کردن در زمان، به گذشته و آینده، شاید به قدمت تصور و خیال انسان باشد. زمانی که اچ.جی. ولز، رمان «ماشین زمان» را در سال ۱۸۹۵ منتشر کرد، آن را رمان علمی نامید چرا که هیچ‌کس نمی‌دانست سفر زمان امکان دارد یا خیر!
تنها ۱۰ سال بعد، آلبرت اینشتین نظریه چهارم نسبیت خصوصی‌اش را ارائه کرد و بخشی از این پرسش با شگفتی و حیرت بسیار پاسخ داده شد: پاسخ مثبت بود.
یکی از پیش‌بینی‌های اینشتین که امروزه با آزمایش‌های بی‌شمار بررسی و معلوم شده است، با مثالی از دوقلوها به بهترین شکل روشن می‌شود. یکی از دوقلوها در خانه می‌ماند، در حالی که دیگری با سرعتی نزدیک به سرعت نور به مدت ۱۰ سال به فضا سفر می‌کند. زمانی که مسافر بازمی‌گردد، دیگری را در خانه ۱۰ سال مسن‌تر می‌یابد، در حالی که خودش کاملاً جوان مانده است. در واقع مسافر فضا ۱۰ سال به درون آینده جهش زده است.
«پارادوکس زمانی» نسبیت خصوصی است و گرچه موقعی که سرعت‌های بی‌نهایت مورد بحث است قابل توجه‌ترین مسئله به‌شمار می‌رود، همواره در اطراف ما روی می‌دهد. همچنان که ما نسبت به یکدیگر جابه‌جا شده و حرکت می‌کنیم، همگی در حال سفر کردن به آینده هستیم؛ اما با سرعت و آهنگ‌های متفاوت. اختلاف‌های این درجات و سرعت‌ها بسیار کوچکند، اما واقعی هستند. سفر زمان به آینده، اجتناب‌ناپذیر است و پیامد ساختار عالم و جهان کیهان محسوب می‌شود.
تا چند دهه پیش، این موضوع به داستان‌های علمی تخیلی سپرده می‌شد. در حقیقت، پرس و جویی از نخستین نویسنده داستان‌های علمی تخیلی، آغاز نخستین تحقیق و مطالعه جدی و مداوم در این زمینه را دامن زد. در سال ۱۹۸۵ کارل ساگان، اخترشناس روی داستان خود با عنوان «برخورد» کار می‌کرد. قهرمان زن این کتاب به چند وسیله برای عبور و مرور سریع بین ستاره‌ای نیاز داشت و چون ساگان درگیر قوانین فیزیک می‌شد، از دوستش تورن که یک فیزیکدان نظری بود درخواست مشورت و راهنمایی کرد. وی نیز استفاده از یک کرم چاله را توصیه کرد؛ یعنی همان میانبر تونل مانند در میان فضا و زمان پیش‌بینی شده توسط اینشتین را که در بین هواداران داستان‌های علمی تخیلی مشهور است. ساگان هم از روی وظیفه‌شناسی این پیشنهاد را در کتابش به کار برد.
در همان سال تورن مشخص کرد اگر شما (همانند مسئله دوقلوها) در مواجهه با دو دهانه یک کرم چاله، یک دهانه را ثابت نگاه دارید و دیگری با سرعتی نزدیک به سرعت نور حرکت کند و سپس به مجاورت دهانه ثابت شده بازگردد، در این صورت می‌توانید یک ماشین زمان خلق کنید. اگر این دهانه رونده بر حسب اندازه‌گیری دهانه ثابت ۱۰ سالی در حرکت بوده است، پس تورن می‌تواند به داخل دهانه سفرکننده پریده و از دهانه ثابت بیرون آید در حالی که ۱۰ سال به سمت گذشته رفته است.
پارادوکس پدربزرگ یا پارادوکس سفر به زمان، که اولین بار توسط یک نویسنده فرانسوی در سال ۱۹۴۳ مطرح شد به شرح زیر است:
- فرض کنید شما بتوانید به گذشته دور سفر کنید و در آنجا پدربزرگ فعلی خود را قبل از اینکه با مادربزرگتان آشنا شود بکشید، این به این معنی است که شما نمی‌توانید وجود داشته باشید؛ و طبعاً نیز نمی‌توانستید به گذشته سفر کنید و پدربزرگتان را بکشید.

این یک نمونهٔ کلاسیک پارادوکس محسوب می‌شود، که امکان سفر به گذشته را زیر سؤال می‌برد. البته برای رفع این تناقض، راه‌حل‌هایی نیز پیشنهاد شده است، که دنیاهای موازی یکی از آنهاست.
اما جهان‌های موازی زمانی می‌تواند پاسخ مناسبی به این پرسش باشد که به‌طور کامل بتوان به ساخته شدن ماشین زمان پاسخ منفی داد.
با کمی تفکر به عمق این متن پی می‌برید، پس کاملاً با دقت مطالعه کنید:
نظریه پیچ و خم فضایی.
اول اینکه کرم چاله چه موقع به وجود می‌آید یعنی اگر ما در زمان حال هستیم کرم چاله وجود داشته یا اکنون به وجود می‌آید اگر اکنون به وجود می‌آید پس دهانه متحرک آن به ده سال بعد می‌رود و اگر ما از دهانه متحرک وارد آن شویم به همان زمان می‌رویم نه ده سال قبل چون کرم چاله اکنون ساخته شده و دهانه ثابت در حال است اگر چه فضا در آن جا بجا شده است وما بدون گذشت زمان در فضا سفر کرده‌ایم اما در زمان سفر نکرده‌ایم در حالی که در فضا سفر کرده‌ایم چون فضای اطراف ما تغییر کرده‌اند و فضا و اجرام که همان پیچ وخم‌های فضا هستند برای تغییر نسبت به هر پیچ وخمی نیاز به گذر زمان دارند چون زمان خود جزئی از فضا است و پیچ وخم تکمیل‌کننده فضا است که به صورت‌های مختلف درمیاید که جاذبه، شتاب، سرعت، نور و… مواردی از صورت‌های زمان است. اجرام نیز جزئی از زمان است که پیچ و خم‌های زمان را داراست و جاذبه دارد. پس ما اگر در فضا سفر کنیم در زمان هم سفر کرده‌ایم.

### اصل واقعیت هم‌اکنون
اصل واقعیت هم‌اکنون بر پایه این فرضیه استوار است که اگر سفر در زمان تا هم‌اکنون امکان‌پذیر می‌بود، پس در زمان حال باید افرادی وجود می‌داشتند که مدعی بازگشت از آینده با دلایل و شواهد قطعی می‌بودند. پس چون چنین افرادی را با مشخصات یاد شده سراغ نداریم، هم‌اکنون کسی نتوانسته موفق به بازگشت در زمان شود و تمام تئوری‌ها بر ساکن شدن و گستردگی زمان استوارند.